# Bánh flan
Bánh flan hay gọi theo tiếng Việt là bánh lăng hay ca-ra-men (tiếng Pháp: crème caramel và flan au caramel) là loại bánh được hấp chín từ các nguyên liệu chính là trứng và sữa, caramel (đường thắng). Đây là một loại bánh xuất xứ từ nền ẩm thực châu Âu tuy hiện nay đã phổ biến tại nhiều nơi trên thế giới. Ở Việt Nam, bánh flan thịnh hành tại các vùng đô thị như một đồ ăn tráng miệng, một thức quà được các bạn trẻ ưa thích.

## Nguyên liệu
Nguyên liệu để làm sản phẩm bánh flan chủ yếu bao gồm trứng (thường dùng trứng gà cho sản phẩm không bị tanh, trứng chủ yếu lấy lòng đỏ), sữa (có thể là sữa đặc có đường, sữa tươi, sữa bột), đường kính được thắng chuyển hóa thành caramen. Ngoài ra, nhiều địa phương, vùng miền còn sử dụng các nguyên liệu khác như bột mì, nước cốt dừa, dừa nạo, nước thạch trắng làm từ rau câu, kem lạnh, nước ép hoa quả; các phụ gia khác như nước cốt chanh, vani; và các loại hoa quả trang trí như thanh long, dâu tây, dứa v.v.
Thường không có một công thức cố định cho tỷ lệ sữa-trứng, dù tỷ lệ đó có tính quyết định đến chất lượng bánh (độ đặc mịn, không bị rỗ mặt, không vữa v.v.) phụ thuộc vào chất lượng trứng, loại sữa tươi, sữa bột hay sữa đặc có đường. Một số người nội trợ có thể sử dụng một công thức sữa đặc có đường được đong bằng một thể tích tương đương lượng trứng, hoặc nếu là sữa tươi thì tỷ lệ sữa và trứng là 3/1. Sữa đặc có đường cũng có thể được pha không chỉ với nước sôi mà còn có thể kết hợp với cả sữa tươi, sữa bột. Dưới đây là một công thức phổ thông:
- Sữa đặc có đường loại hộp 380 gam: 1 hộp, được pha với 2 hộp nước sôi,
- Trứng gà: 8 quả, lấy lòng đỏ của khoảng 5 quả và phần còn lại lấy cả lòng trắng và lòng đỏ,
- 3 thìa cà phê đường kính trắng để chưng caramen.

## Thực hiện
Sữa đặc có đường trút ra bát to và dùng luôn hộp đó đong 2 hộp nước nóng để pha sữa. Nếu dùng sữa tươi làm nguyên liệu chính thì 1 hộp trứng tương đương 3 hộp sữa, tuy rằng sữa tươi có thể còn phải được bổ sung thêm sữa bột để cho thành phẩm đặc hơn, và đường được gia cho đủ độ ngọt nếu đó là sữa tươi không đường. Một số người nội trợ phối trộn luôn kem, nước cốt dừa, nước ép hoa quả các loại, vani, nước thạch rau câu v.v. vào sữa ngay ở công đoạn này và khi đó có thể giảm lượng sữa. Nếu muốn sản phẩm ngọt hơn có thể cho thêm đường vào sữa đã pha.
Toàn bộ trứng gà được đập ra lấy lòng đỏ, hoặc để tiết kiệm và thành phẩm đặc mịn hơn, có thể để lại vài quả dùng cả lòng trắng. Dùng dụng cụ đánh tan trứng nhẹ tay để hạn chế bọt. Lọc trứng qua rây để lược bỏ các sợi, phôi có bên trong trứng. Thật nhẹ tay trút tô trứng đã đánh tan vào sữa để cho sản phẩm không bị nổi nhiều bọt, dùng thìa khuấy trộn nhẹ nhàng.
Thắng đường: Đun đường trong chảo cho đường sôi chảy, bốc khói xanh và ngả màu cánh gián thì cho chút ít nước nóng, có thể vắt tí nước cốt chanh, tắt bếp, trút nhanh caramen vào khay kim loại sẽ đựng bánh, láng caramen tạo một lớp mỏng dưới đáy khay và đợi một chút cho caramen đông kết.
Trút toàn bộ hỗn hợp đã phối trộn ở trên vào các khay kim loại thật nhẹ nhàng để tránh cho caramen tan hòa vào sữa. Cho khay nguyên liệu vào hấp cách thủy hoặc sử dụng lò vi sóng để làm chín sản phẩm. Nếu nguyên liệu được hấp cách thủy, người nội trợ phải thường xuyên lau vung nồi sau khoảng 10-15 giây để hơi nước ngưng tụ trên nắp vung không nhỏ giọt vào khay khiến bánh bị đọng nước, rỗ mặt. Sau một thời gian hấp, thường 15-40 phút tùy độ dày của hỗn hợp trong khay, kiểm tra thấy bề mặt hỗn hợp trơn láng, không loãng, dùng que xiên sâu vào bề mặt thấy hỗn hợp không dính que là thành phẩm đã chín.

## Biến tấu

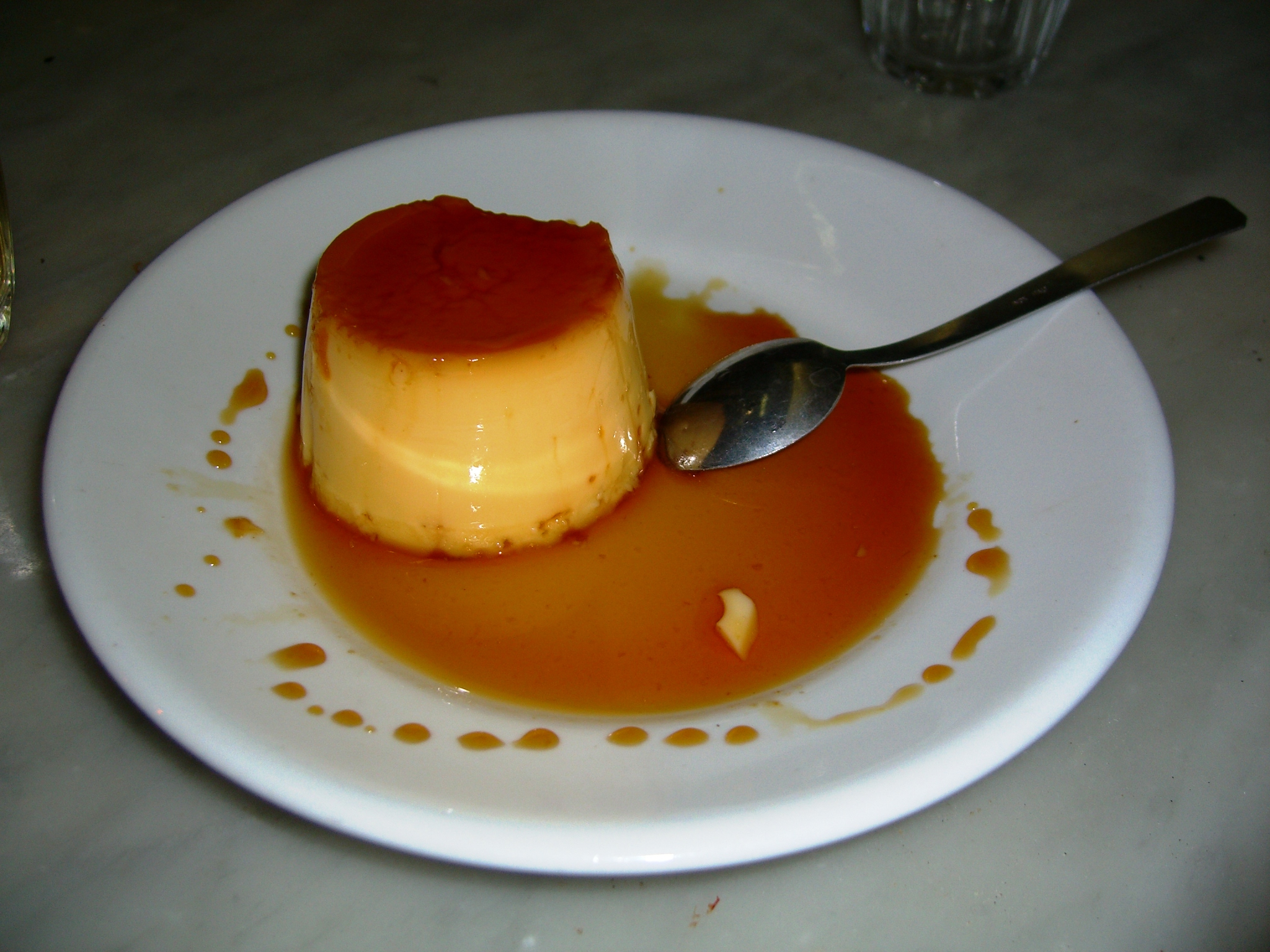
Bánh flan Ý

- Đôi khi, đường thắng được thay bằng nước cà phê, tạo cho sản phẩm một sắc thái và hương vị mới khá đặc biệt.
- Bánh flan cũng còn có biến thể đồ chay không dùng trứng.
- Crème brûlée - bánh flan với caramen được đốt hơi cứng và có thêm vị đắng của đường khi đốt
- Crema catalana - Crème brûlée của ẩm thực Tây Ban Nha

## Thưởng thức
Bánh flan thường được ăn nguội bằng cách để lạnh trong tủ lạnh trước khi ăn. Bánh được trút lên đĩa để phần có đường thắng màu cánh gián trên miếng bánh quay lên trên. Người nội trợ có thể trang trí sản phẩm bằng vài lát hoa quả và dùng thìa xúc ăn. Sản phẩm ngon nhất khi có độ đặc mịn, không khô, không bị rỗ mặt và không bị vữa.

## Hình ảnh

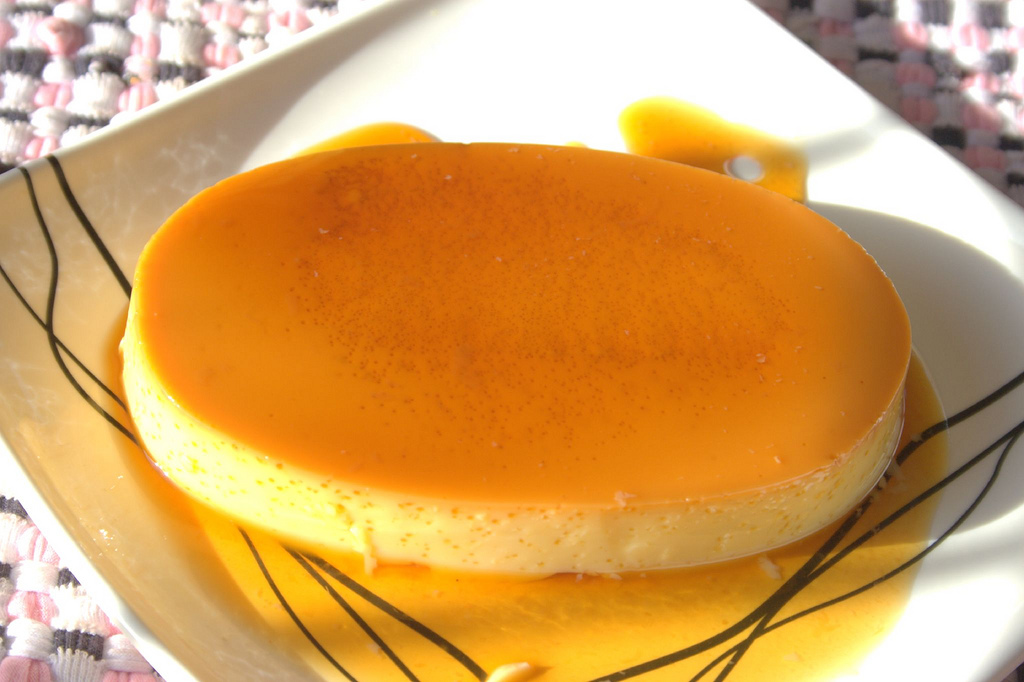
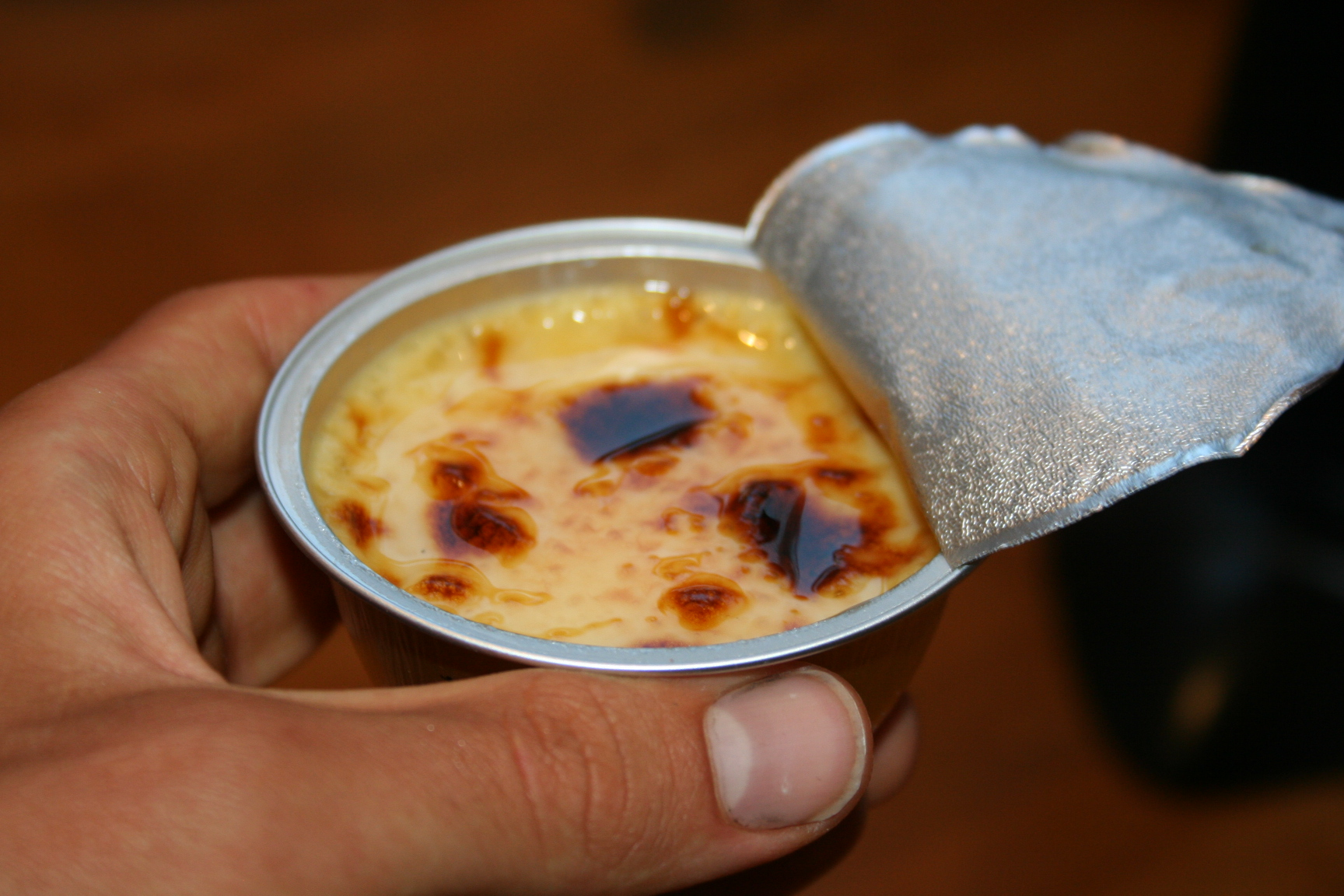
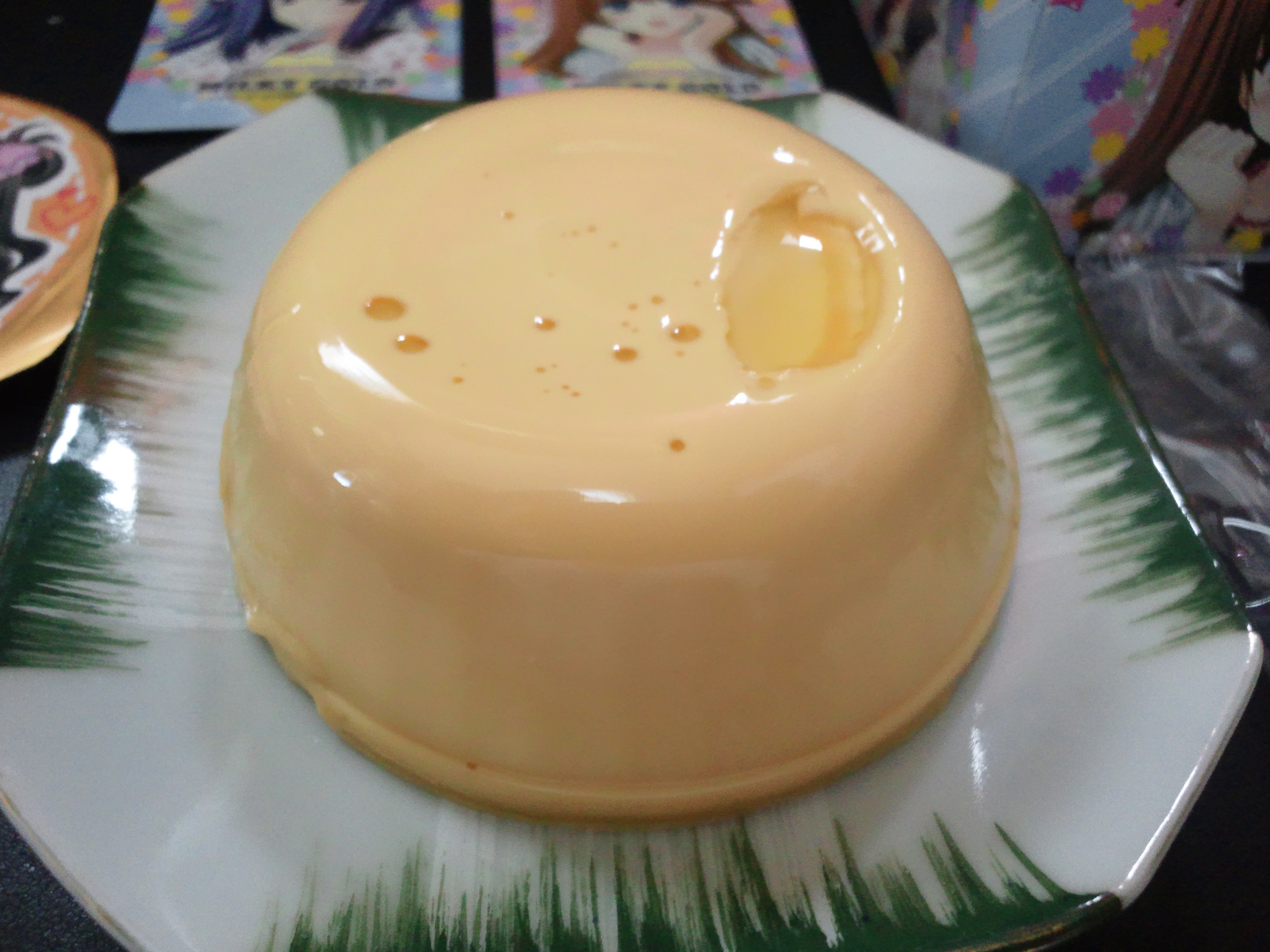
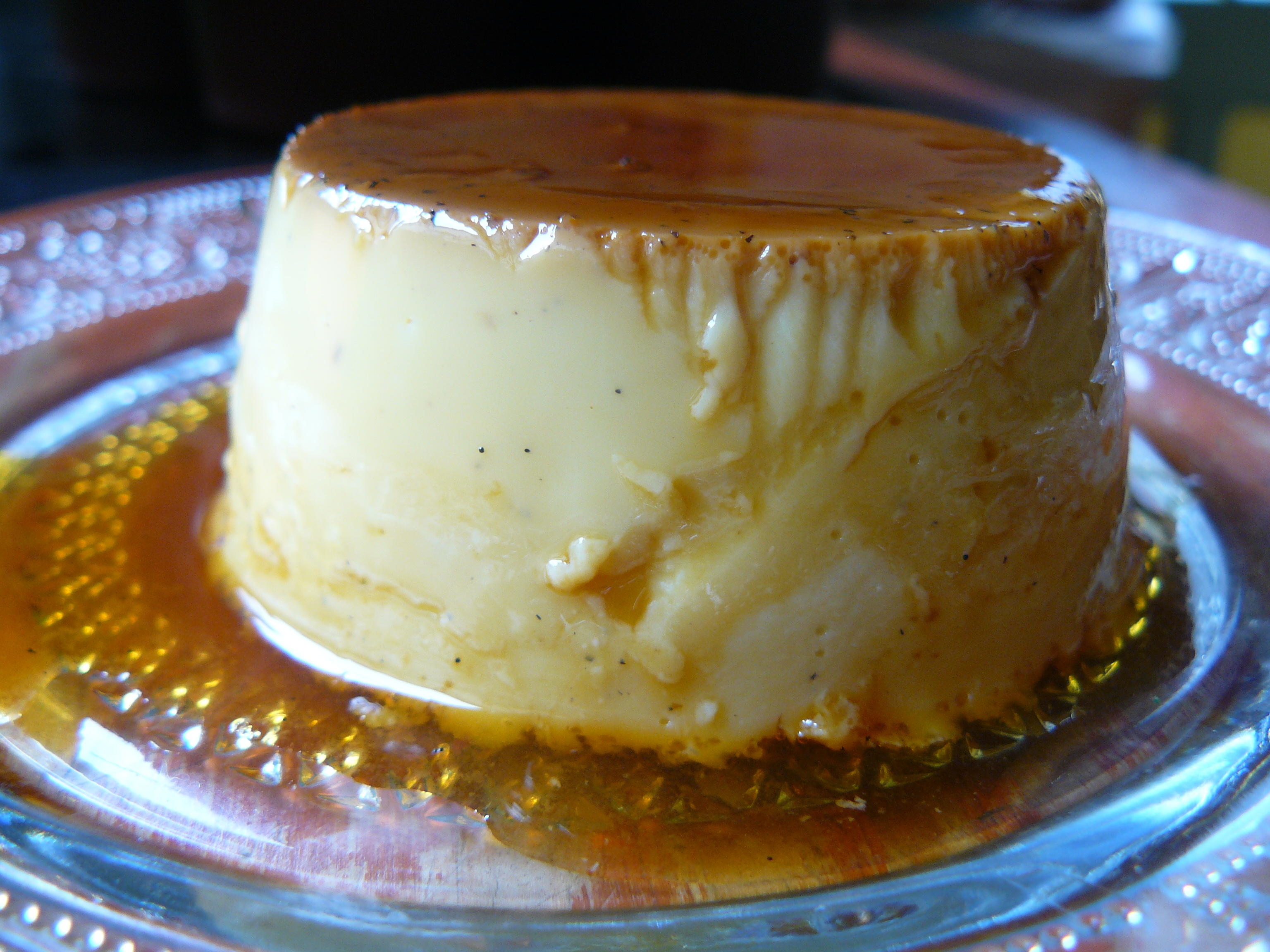
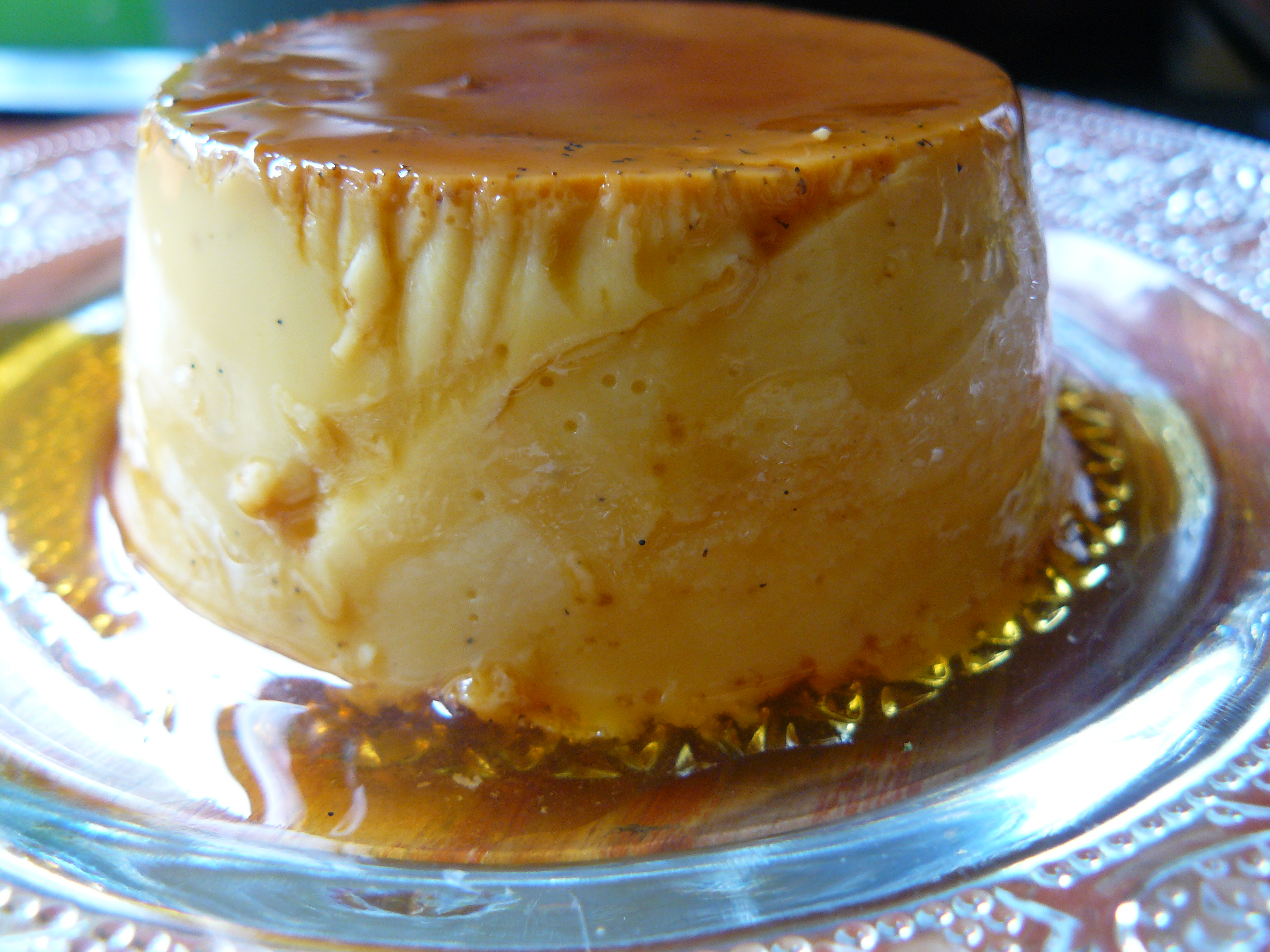
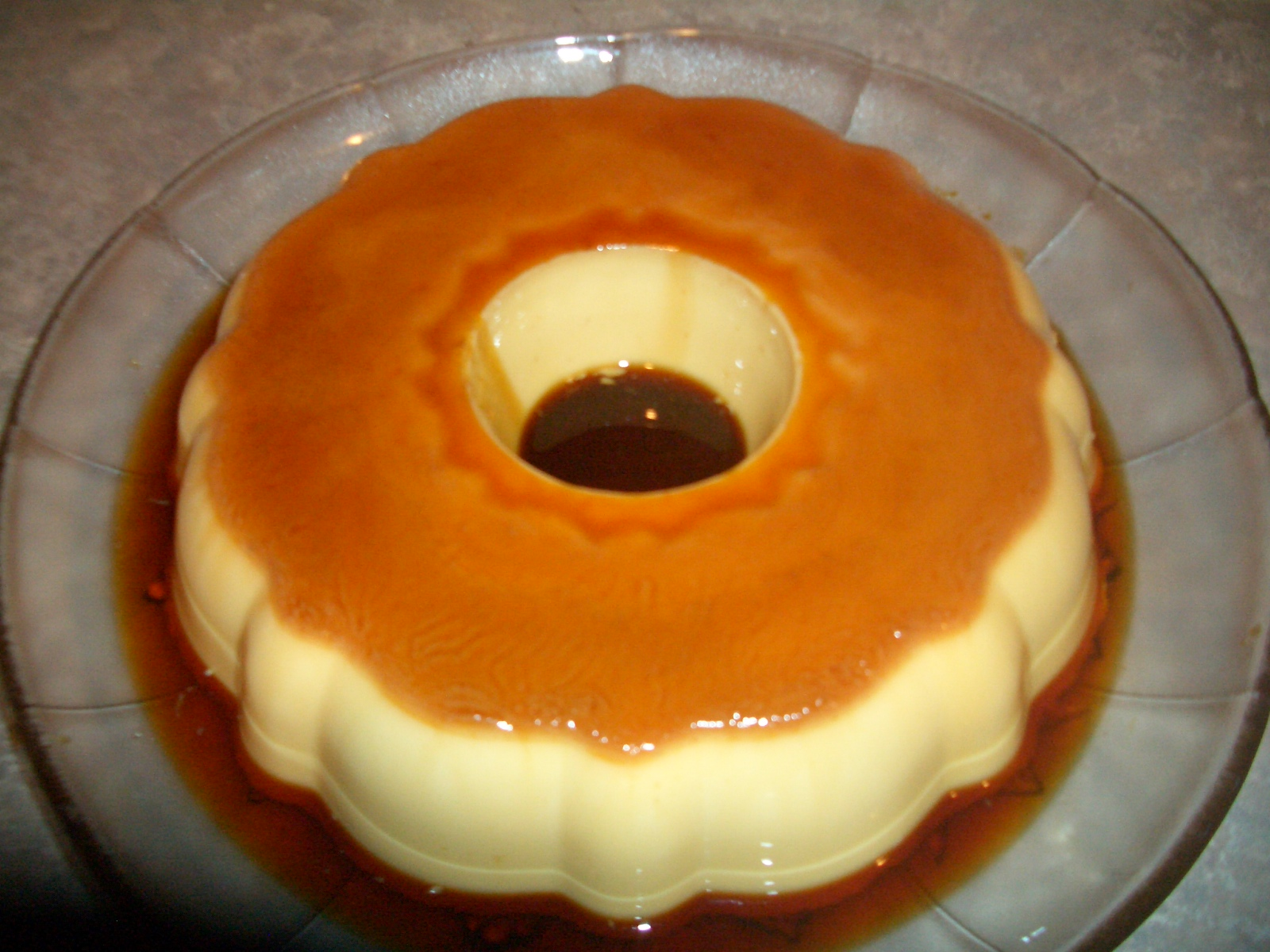
Bánh flanBánh flan